# Tigre d'or

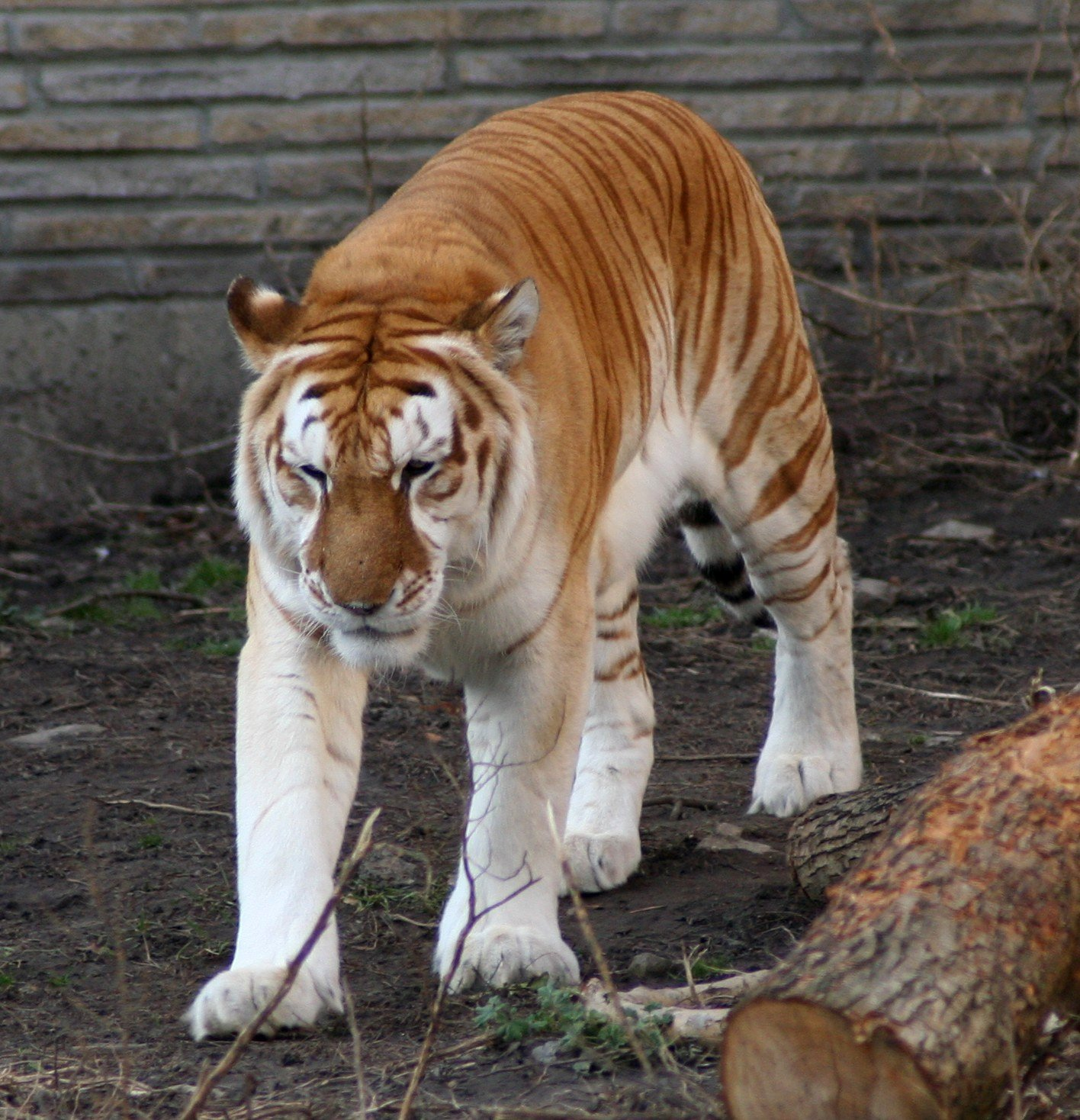
Un tigre daurat al zoo de Buffalo

El tigre d'or, tigre daurat o tigre de maduixa és un tigre amb una variació de color causada per un gen recessiu. La coloració és el resultat de la cria en captivitat i la consanguinitat; aquesta variació no es produeix en absolut a la natura. Com el tigre blanc, és una forma de color i no una subespècie separada.
No s'ha designat cap nom oficial per al color. De vegades es coneix com a tigre de maduixa a causa de la coloració blanca / rossa de maduixa. La seva ratllada és molt més pàl·lida que altres tigres habituals i pot arribar a esvair-se en taques o grans pegats destacats. Els tigres daurats també acostumen a ser més grans i, per l'efecte del gen sobre l'eix del pèl, tenen una pell més suau que els seus parents taronja.

## Tigres daurats en els zoològics
Pocs zoològics han criat o exposat tigres daurats i molts no coneixen el color ni el seu mode d'herència. Per tant, sol aparèixer per accident quan es crien tigres de color taronja i blanc, i no per la planificació. A mesura que els tigres blancs i els tigres heterozigots de color normal que porten el gen de banda ampla són intercanviats i prestats entre parcs zoològics i circs per a la seva cria, aquest gen es generalitza. Quan els seus descendents s'aparellen, el color tigre daurat passa a la descendència si tots dos pares són portadors de gens. A menys que neixin cadells daurats, és possible que els zoos no tinguin ni idea que els pares portin aquest gen.
Podem trobar-ne a diferents parts del món, per exemple:
Austràlia
A Austràlia, al zoològic Dream World, van néixer uns tigres daurats. Els tigres petits varen pesar al voltant de 1,5 kg, i quan van néixer mesuraven 30 centímetres. Les cries van ser separades de la seva mare després del part i es van criar amb els humans.
Europa
Diamond és un mascle daurat resident al zoo de l'illa de Wight, al Regne Unit. És inseparable de la seva germana.
Amèrica del Nord
Alguns tigres daurats poden ser trobats també al parc Six Flags Great Adventure a Jackson, Nova Jersey. Un d'ells, un mascle dominant anomenat Kingda Ka, dona nom a la muntanya russa de parc.